# Helicopsyche tenuisa
Helicopsyche tenuisa är en nattsländeart som beskrevs av Kjell Arne Johanson 1999. Helicopsyche tenuisa ingår i släktet Helicopsyche och familjen Helicopsychidae. Inga underarter finns listade i Catalogue of Life.